# シェンクリンオオクワガタ

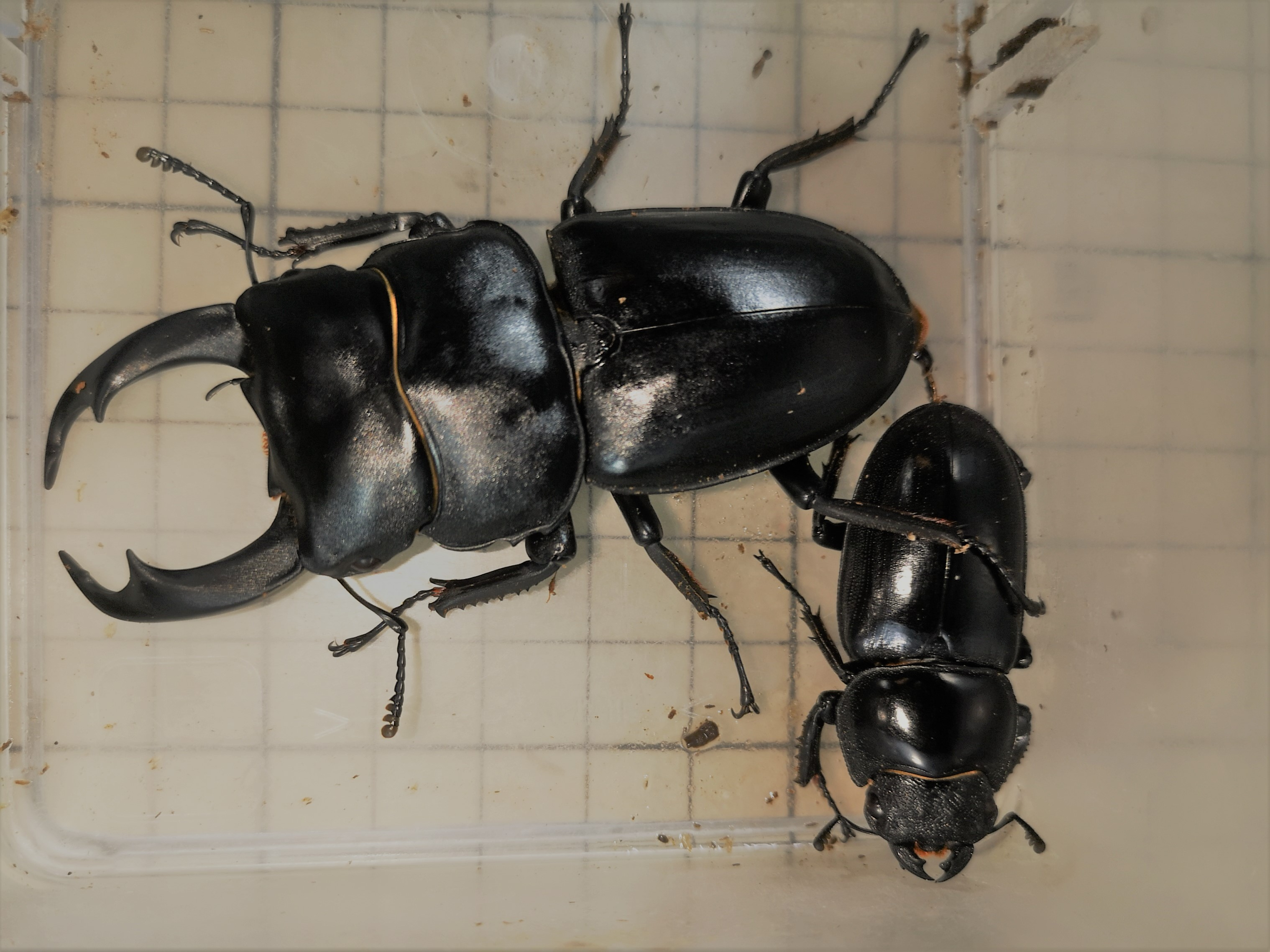
飼育下で交尾するシェンクリングオオクワガタの雌雄。この種は交尾させなくなった♀を♂が攻撃することがあるので監視下で交尾させる必要がある。

シェンクリンオオクワガタ (Dorcus schenklingi) は、コウチュウ目・クワガタムシ科・クワガタ属・オオクワガタ亜属の1種である。

## 形態
体長はオスが34 - 84mm、メスが33 - 48mm。
コクワガタを大きくしたような外見をしている。
メスの上翅には縦のスジがなく、アンタエウスオオクワガタのメスに似ている。

## 生態
同じ地域にタイワンオオクワガタと混棲しているが、シェンクリンオオクワガタの方が優位な力関係にある。シェンクリングオオクワガタはオオクワガタにしては気性が荒いと言われている。
メスは灯火（明かり）によく飛来する。

## 保護
台湾では最大級のクワガタムシで、個体数が減少しているため「珍貴稀有」(Rare and Valuable) として保護の対象となっている。